# Storm the Gates of Hell
Storm the Gates of Hell è il quarto album in studio dalla band metalcore Demon Hunter, pubblicato il 6 novembre 2007 dalla Solid State Records.

## Tracce
1. Storm the Gates of Hell – 2:44
2. Lead Us Home – 4:24
3. Sixteen (feat. Bruce Fitzhugh dei Living Sacrifice) – 5:18
4. Fading Away – 4:12
5. Carry Me Down – 4:32
6. A Thread of Light – 3:35
7. I Am You – 4:14
8. Incision – 5:04
9. Thorns – 4:06
10. Follow the Wolves – 3:55
11. Fiction Kingdom – 4:53
12. The Wrath of God – 4:06
13. No Reason to Exist (Bonus Track) – 3:23
14. Grand Finale (Bonus Track) – 4:37